# راتينجية شيواوا
راتينجية شيواوا نوع شجري يتبع جنس الراتينجية من الفصيلة الصنوبرية.

## البيئة والانتشار
ينتشر في شمال غرب المكسيك.